# سابورو ناکائو
سابورو ناکائو (انگلیسی: Saburo Nakao; ۱۹۳۶ (۸۸–۸۹ سال) – ۲۹ آوریل ۲۰۱۵) کشتی‌گیر اهل ژاپن بود.